# Elliotomyia
Elliotomyia is een geslacht van vogels uit de familie kolibries en de geslachtengroep Trochilini (briljantkolibries). Het geslacht is op grond van DNA-onderzoek afgesplitst van het geslacht Amazilia. Het geslacht telt 2 soorten.

## Soorten
- Elliotomyia chionogaster  – Sneeuwbuikamazilia
- Elliotomyia viridicauda  – Groen-witte amazilia